# Leitenbach (Aalbach)
Der Leitenbach ist ein knapp 9 Kilometer langer Bach im unterfränkischen Landkreis Würzburg, der nordöstlich von Remlingen seinen Lauf beginnt und in Holzkirchen von rechts in den Aalbach mündet.

## Geographie

### Verlauf

#### Abschnitt Hardtgraben

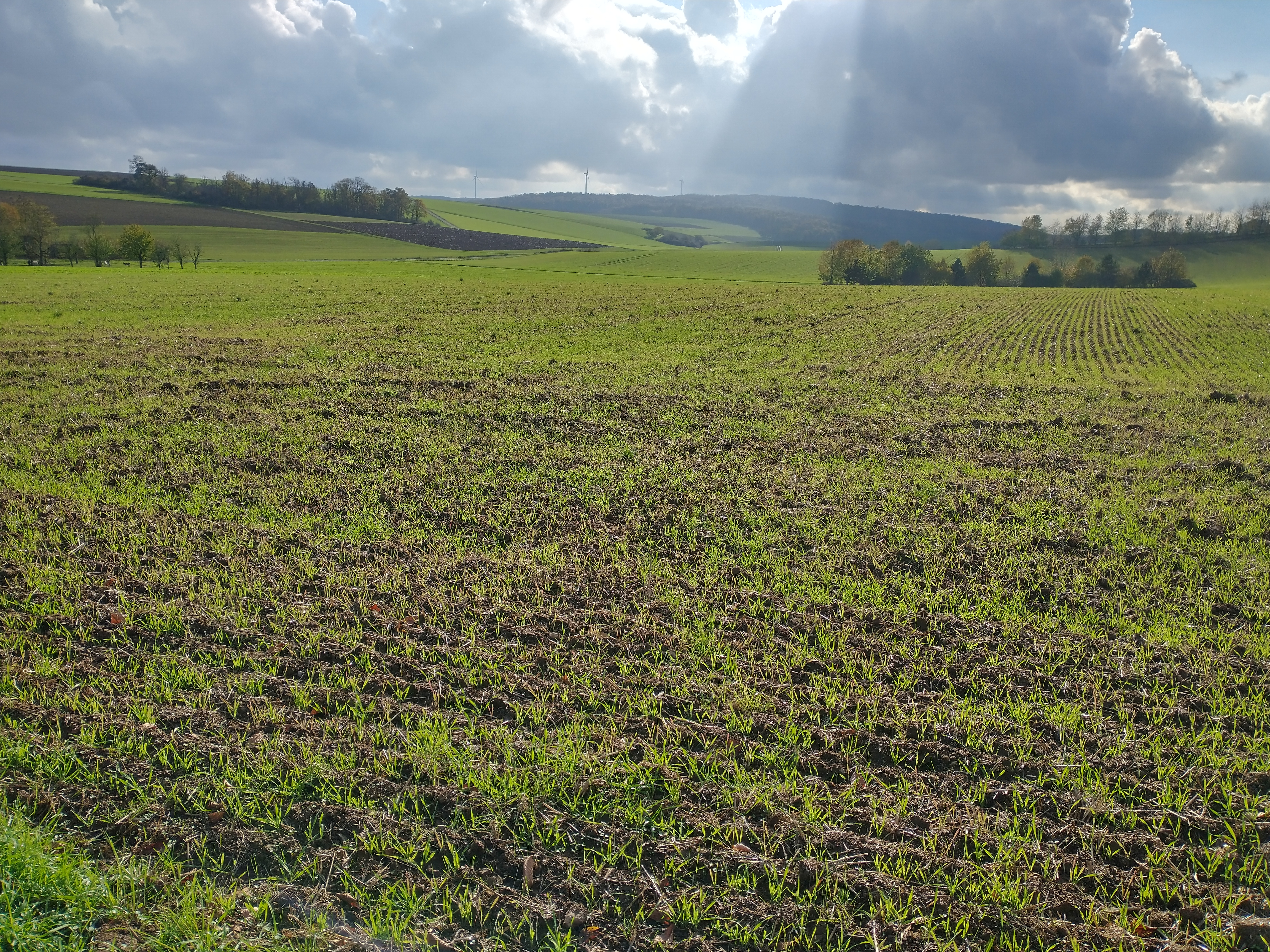
Hardtgraben nahe Johannishof

Der Leitenbach entspringt, als Hardtgraben, auf einer Höhe von 282 m ü. NHN innerhalb des Gebiets der Gemeinde Greußenheim direkt südlich des Johannishofs knapp 50 Meter östlich der Grenze zur Gemeinde Birkenfeld. Seine nur  intermittierend wasserführende Quelle liegt in einer Wiese am östlichen Fuße des Büchelbergs.
Der Hardtgraben fließt zunächst im gleichnamigen Graben in südwestlicher Richtung durch Felder und Wiesen, zieht dann westlich zuerst am 310 m ü. NHN  hohen Hügel Löhlein und dann  am 310 m ü. NHN hohen Roßköpflein vorbei. Er verlässt dort das Gebiet der Gemeinde Greußenheim und betritt das Gebiet der Gemeinde Remlingen. Danach läuft er durch ein enges Tal zwischen dem bewaldeten und 339 m ü. NHN hohen Alten Berg auf seiner linken Seite und dem  301 m ü. NHN hohen Rapplesberg auf der rechten. Spätestens ab dort trägt der Bach die Bezeichnung Klingelgraben.

#### Abschnitt Klingelgraben
Der Klingelgraben wird auf seiner rechten Seite von der Kreisstraße WÜ 61 begleitet. Er fließt nun in südsüdwestlicher Richtung zwischen dem
Neuen Berg (331 m ü. NHN) im Osten und dem Zehntberg (288 m ü. NHN) im Westen und erreicht dann den Nordostrand der Marktgemeinde Remlingen, wo er die WÜ 61, dort auch Birkenfelder Straße genannt, unterquert. Ab dort führt er ganzjährig Wasser und wird nunmehr Leitenbach genannt.

#### Leitenbach
Der Leitenbach fließt in einer Grünzone durch Remlingen und unterquert dabei den Gottesackerweg, die Lange Gasse, die Würzburger Straße und den Salzerweg, wo ihm gleich danach auf seiner rechten Seite der Wittengraben verstärkt.
Der Bach verlässt Remlingen, unterquert die B 8 und wird knapp 800 Meter bachabwärts von rechts durch den Hubertusgraben gespeist. Er wechselt nun nach Süden und läuft zwischen dem Remberg  (331 m ü. NHN) im Osten und dem Rotenberg  (313 m ü. NHN) im Westen durch ein enges und bewaldetes Tal an einem Steinbruch vorbei. Er passiert dort die Gemeindegrenze von Remlingen nach Holzkirchen und erreicht dann knapp 700 später den Nordrand von Holzkirchen. Er durchfließt unterirdisch verdolt die Ortschaft in südlicher Richtung, kreuzt dabei die Staatsstraße 2310, dort auch Nibelungenstraße genannt, und mündet schließlich unterirdisch auf einer Höhe von 197 m ü. NHN von rechts in den aus dem Osten kommenden Aalbach.
Der 8,74 km lange Gesamtlauf des Leitenbachs endet ungefähr 85 Höhenmeter unterhalb seiner Quelle, er hat somit ein mittleres Sohlgefälle von etwa 9,7 ‰.

### Einzugsgebiet
Das 19,467 km² große Einzugsgebiet des Leitenbachs liegt in der Marktheidenfelder Platte und wird durch ihn über den Aalbach, den Main und den Rhein zur Nordsee entwässert.
Es grenzt
- im Nordosten an das Einzugsgebiet des Leinacher Bachs;
- im Osten und Süden an das des Ziegelbachs;
- im Westen an das des Main-Zuflusses Erlenbach und
- im Nordwesten an das des Karbachs, die allesamt in den Main münden.

Das Einzugsgebiet wird zum größten Teil landwirtschaftlich genutzt, das Mündungsgebiet ist bewaldet und teilweise  auch die Berge. Siedlungen sind die gesamte Ortschaft Remlingen und ein kleiner Teil von Holzkirchen. Die höchste Erhebung ist der Sternberg mit einer Höhe von 349 m ü. NHN im Norden des Einzugsgebietes.

### Zuflüsse
- Wittengraben (rechts), 1,2 km, 1,75 km²
- Hubertusgraben, 1,3 km, 1,46 km²

### Flusssystem Aalbach
- Fließgewässer im Flusssystem Aalbach

## Geologie
Der Leitenbach ist größtenteils ein Gewässer des Muschelkalks. Er entspringt (als Hardtgraben) nahe der Schichtgrenze zwischen Mittlerem und Unterem Muschelkalk und läuft erst auf seinem letzten kurzen südwärtigen Laufstück im Oberen Buntsandstein. Dieser steht schon früh auf den Randhöhen links des Tales an, denn in diesem verläuft eine Störungslinie südwestwärts, deren Hochscholle linksseits liegt.